# Заслуге (ТВ филм)
„Заслуге” је југословенски ТВ филм из 1972. године. Режирао га је Александар Ђорђевић а сценарио су написали Светозар Влајковић и Александар Вучо.

## Улоге
| Глумац                 | Улога |
| ---------------------- | ----- |
| Слободан Алигрудић     |       |
| Драгомир Бојанић Гидра |       |
| Мирко Буловић          |       |
| Ђорђе Јелисић          |       |
| Раде Марковић          |       |
| Мило Мирановић         |       |
| Воја Мирић             |       |
| Рамиз Секић            |       |
| Неда Спасојевић        |       |
| Марко Тодоровић        |       |
| Власта Велисављевић    |       |